# Revamped (album)
Revamped è il primo album di remix della cantante statunitense Demi Lovato, costituito da rivisitazioni in chiave rock di alcuni fra i suoi più noti successi musicali.

## Antefatti
Nel 2022 Demi Lovato ha intrapreso una svolta rock, pubblicando l'album di inediti Holy Fuck e celebrando un funerale simbolico della sua musica pop. L'artista ha quindi iniziato a eseguire delle esibizioni dal vivo in cui proponeva, per la prima volta dopo molti anni, alcune canzoni più vicine alle sonorità rock realizzate nella prima fase della sua carriera. In tali esibizioni, Lovato ha inoltre iniziato a proporre delle versioni tendenti al rock anche brani originariamente molto lontani da questo genere.
Nel corso del 2023, Lovato ha pubblicato come singoli i remix rock dei suoi successi commerciali Heart Attack, Cool for the Summer e Sorry Not Sorry, quest'ultima in collaborazione con il chitarrista Slash. In concomitanza alla pubblicazione di quest'ultimo remix, l'artista ha annunciato l'imminente arrivo dell'intero progetto. Prima di pubblicare l'album, Lovato ha reso disponibile anche la nuova versione di Confident in qualità di quarto singolo ed eseguito performance dal vivo delle nuove versioni di brani come Neon Lights e Give Your Heart a Break.

## Composizione
L'album presenta delle modifiche testuali ad alcuni brani: fra le altre, il verso "don't tell your mother" di Cool for the Summer è stato modificato in "go tell your mother", mentre in Tell Me You Love Me l'artista inserisce la frase "they say" prima del verso "you are nobody 'till you got somebody".

## Promozione
Il 12 settembre 2023, tre giorni prima rispetto alla pubblicazione dell'album, Lovato si è esibita agli MTV Video Music Awards 2023 con un medley delle versioni rock di Heart Attack, Sorry Not Sorry e Cool for the Summer.

## Tracce
1. Heart Attack (Rock Version) – 3:59
2. Confident (Rock Version) – 3:24
3. Sorry Not Sorry (Rock Version) (feat. Slash) – 3:34
4. Cool for the Summer (Rock Version) – 3:32
5. Tell Me You Love Me (Rock Version) – 3:47
6. Neon Lights (Rock Version) (feat. The Maine) – 3:52
7. Skyscraper (Rock Version) – 3:33
8. La La Land (Rock Version) (feat. Nita Strauss) – 3:13
9. Give Your Heart a Break (Rock Version) (feat. Bert McCracken) – 3:20
10. Don't Forget (Rock Version) – 3:34

## Classifiche
| Classifica (2023) | Posizione massima |
| ----------------- | ----------------- |
| Belgio (Fiandre)  | 20                |
| Belgio (Vallonia) | 71                |
| Francia           | 120               |
| Regno Unito       | 59                |
| Spagna            | 27                |
| Stati Uniti       | 60                |